# Port-Salut
Port-Salut, in creolo haitiano Pòsali, è un comune di Haiti, capoluogo dell'arrondissement omonimo nel dipartimento del Sud.
Qua è nato il politico Jean-Bertrand Aristide.